# NGC 2570
NGC 2570 è una galassia a spirale situata nella costellazione del Cancro, a una distanza di circa 327 milioni di anni luce dalla nostra Via Lattea.

## Scoperta
La galassia è stata scoperta il 20 febbraio 1873 dall'astronomo britannico Ralph Copeland.

## Descrizione
NGC 2570 ha una classe di luminosità I-II e presenta una larga riga a 21 cm dell'idrogeno neutro.
Data la sua luminosità superficiale pari a 14,05, NGC 2570 può essere classificata come una galassia a bassa luminosità superficiale (nella letteratura in lingua inglese abbreviata in LSB, acronimo di Low Surface Brightness). Le galassie LSB sono galassie di tipo diffuso (D) con una luminosità superficiale inferiore di almeno una magnitudine a quella del cielo notturno circostante.